# Liotina crassibasis
Liotina crassibasis is een slakkensoort uit de familie van de Liotiidae. De wetenschappelijke naam van de soort is voor het eerst geldig gepubliceerd in 1880 door E.A. Smith.